# La Maison écologique
 (novembre 2021).
Si vous disposez d'ouvrages ou d'articles de référence ou si vous connaissez des sites web de qualité traitant du thème abordé ici, merci de compléter l'article en donnant les références utiles à sa vérifiabilité et en les liant à la section « Notes et références ».
La Maison écologique est un magazine bimestriel français indépendant consacré à l'habitat et à la construction écologiques, qui paraît en kiosque tous les deux mois depuis février 2001.

## Contenu éditorial et diffusion
Le magazine s’adresse aux particuliers comme aux professionnels du bâtiment. Il se propose de promouvoir l’habitat écologique, en développant entre autres le thème des maisons passives, en présentant divers matériaux de construction et d’isolation écologique (la terre, la paille, le bois, l’ouate de cellulose, le chanvre, la laine de mouton, les fibres de bois, le liège, les bottes de paille, le béton de chanvre, le mélange terre-paille, etc.).
Le magazine reçoit en décembre 2007 à Berlin, le prix Eurosolar dans la catégorie « média ».
Selon les données de l'entreprise, le magazine compte 15 000 abonnés en 2014.

## Société éditrice
La Maison écologique est une société coopérative et participative (Scop) fondée par Yvan Saint-Jours et Aline Martin. Elle co-organise tous les ans depuis 2004 le salon Bâtir Écologique à Paris (La Grande halle de la Villette).